# المخواة
المخواة هي مدينة سعودية والعاصمة الإدارية لمحافظة المخواة التابعة لمنطقة الباحة، بالمملكة العربية السعودية.

## نبذة
تتخذ المخواة موقعاً متميزاً إذ تقع على هضبة ملتقى الأودية وهي حاضرة الشطر تهامة من منطقة الباحة. وتقع أيضاً على ضفاف بعض الأودية كوادي راش ووادي ضيان ووادي حتي ووادي سقامة ووادي بطاط ووادي الأحسبة ووادي ممنا ووادي رحبة ووادي الملح، وتمثل المخواة المدينة الأولى في الجزء التهامي من منطقة الباحة.

## السكان
بلغ إجمالي عدد سكان مدينة قلوة 21999 نسمة حسب إحصائية سنة 2010م، حيث كان عدد المواطنون السعوديون 16851 نسمة، بينما كان عدد المقيمين من غير السعوديين 5148 نسمة.

## الإدرات الحكومية
تحتوي المخواة بجانب امارة المخواة على العديد من الإدارات الحكومية والخاصة وهي:
- الغرفة التجارية الصناعية.
- بلدية المخواة.
- إدارة التعليم (بنين - بنات).
- كلية العلوم والآداب (بنين - بنات).
- مديرية المياه والزراعة.
- شؤون المساجد والأوقاف.
- الدفاع المدني.
- الهلال الأحمر.
- شرطة ومرور المخواة.
- هيئة الأمر بالمعروف والنهي عن المنكر.
- المحكمة الشرعية.
- مستشفى المخواة العام.